# Ярмарка юниоров КХЛ
Драфт юниоров КХЛ или Ярмарка юниоров КХЛ — ежегодное мероприятие, проводимое в Континентальной хоккейной лиге, заключающееся в передаче прав на молодых хоккеистов, удовлетворяющих определенным критериям отбора, профессиональным клубам лиги. Драфт КХЛ проводится один раз в год, обычно в течение двух-трех месяцев после завершения предыдущего сезона.
Процедура Драфта юниоров КХЛ была введена в июне 2009 года. 27 февраля 2015 года Драфт юниоров КХЛ был переименован в «Ярмарку юниоров». В апреле 2017 года лига отменила ярмарку юниоров и исключила её из регламента.

## Игроки, выбранные под общим первым номером
| Драфт | Место                                   | Город            | Дата           | Всего игроков | Первый номер                             |
| ----- | --------------------------------------- | ---------------- | -------------- | ------------- | ---------------------------------------- |
| 2016  | Renaissance Moscow Monarch Center Hotel | Москва           | 23 мая 2016    | 147           | Вениамин Баранов («Адмирал»)             |
| 2015  | ВТБ Ледовый дворец                      | Москва           | 24 мая 2015    | 133           | Артём Мальцев (ХК «Сочи»)                |
| 2014  | Ледовый дворец                          | Санкт-Петербург  | 7-8 мая 2014   | 208           | Кирилл Капризов (Металлург, Новокузнецк) |
| 2013  | Арена «Дружба»                          | Донецк           | 25-26 мая 2013 | 174           | Дмитрий Осипов (Амур, Хабаровск)         |
| 2012  | Арена «Трактор»                         | Челябинск        | 25-26 мая 2012 | 166           | Денис Александров (СКА, Санкт-Петербург) |
| 2011  | Арена Мытищи                            | Мытищи, Моск обл | 28 мая 2011    | 134           | Антон Слепышев (Металлург, Новокузнецк)  |
| 2010  | Офис КХЛ                                | Москва           | 4 июня 2010    | 188           | Дмитрий Яшкин (Сибирь, Новосибирск)      |
| 2009  | Офис Газпром экспорт                    | Москва           | 1 июня 2009    | 86            | Михаил Пашнин (ЦСКА, Москва)             |

## Преимущества и недостатки драфта юниоров
Плюсом процедуры драфта является привлечение в лигу молодых талантливых игроков из спортивных школ, существующих автономно, перспективных игроков из хоккейных школ, аффилированные клубы которых не играют в КХЛ. Также это дает шанс игрокам, воспитанным в системе клуба КХЛ, но незамеченным собственной командой, найти новый клуб.
Раньше минусом драфта было то, что он демотивировал клубы КХЛ вкладывать силы в воспитание молодёжи, поскольку клубы лиги не могут «защитить» от драфта всех своих воспитанников, а лишь имеют возможность оставить за собой права на определенное количество молодых хоккеистов, «выросших» в системе клуба. Но, в отличие от команд, представляющих в КХЛ Российскую Федерацию, у иностранных клубов зачастую нет собственных школ и им драфт выгоден. Именно наличие несправедливости драфта, по словам президента Российских железных дорог Владимира Якунина, является причиной того, что компания ОАО «РЖД» не стала акционером Лиги.
Начиная с 2015 года все клубы имеют право заключать контракты со всеми или несколькими собственными воспитанниками. Игроки, которые не заключили контракты с клубами, выходят на предстоящую ярмарку юниоров.

## Требования к хоккеистам
В «Ярмарке юниоров» могут принять участие хоккеисты, удовлетворяющие следующим критериям: 
- Выпускники школ клубов КХЛ, с которыми не были заключены контракты в период с 1 января по 30 апреля того года, когда проводится Ярмарка;
- Выпускники остальных хоккейных школ России в возрасте 17 лет;
- Хоккеисты в возрасте 17-23 лет, которые не имели/не имеют контрактных соглашений с клубами КХЛ или за которыми не закреплены спортивные права в системах КХЛ, ВХЛ и МХЛ.